# Tim im Irak
Tim im Irak (franz. Originaltitel: Tintin en Irak) ist eine belgisch-französische politische Parodie der ursprünglich vom belgischen Zeichner Hergé verfassten Comicreihe Tim und Struppi. Das Album wurde kurz nach dem zweiten Irakkrieg 2003 von dessen Autor Youssouf im Internet veröffentlicht und rasch in Umlauf gebracht, sodass es kurze Zeit später auch als limitierte Printausgabe erhältlich war.
Inhaltlich setzt die Parodie sich auf zynische Weise mit den zentralen Ereignissen des Irakkrieges und mit der Außenpolitik der Vereinigten Staaten auseinander. Die Besonderheit des Albums zeichnet sich durch die Übernahme bereits vorhandener Panels aus vorherigen Tim-und-Struppi-Alben aus, bei denen lediglich der Text geändert und der damals aktuellen politischen Situation angepasst wurde. In der Folgezeit führte die unerlaubte Übernahme der Bilder zu einem Rechtsstreit, bei dem Youssouf des Plagiats angeklagt wurde.

## Charaktere
In Tintin en Irak tauchen sowohl die fiktionalen Hauptfiguren der Tim-und-Struppi-Alben als auch reale politische Protagonisten auf, darunter George Bush, Colin Powell, Tony Blair, Jacques Chirac, Osama bin Laden und Saddam Hussein. Aufgrund der Abwesenheit real existierender Personen in den Originalcomics stimmt das Aussehen der Figuren in der Parodie wenig oder nur teilweise mit dem der Originale überein. Während Bush Züge des Generals Alcazar verliehen wurden, wurde bei Hussein die Figur des Generals Tapioca als Vorlage genutzt.
Die klassischen Hauptfiguren der Tim-und-Struppi-Comics zeichnen sich dadurch aus, dass sie nicht immer ihrer Originalrolle gerecht werden. Stattdessen verkörpern sie mehrere, zum Teil widersprüchliche Personen:
- Tim nimmt in der Parodie besonders viele gegensätzliche Rollen ein. Nachdem er sich zunächst als im Irak lebenden „irakischen Opponenten“ und aktiven Befürworter der US-amerikanischen Außenpolitik bezeichnet, übernimmt er anschließend die Rolle des politischen Beraters des US-amerikanischen Präsidenten Georges Bush. Als der in Frankreich lebende Tim den bevorstehenden Krieg erahnt, reist er schließlich als menschlicher Schutzschild nach Irak. Nebenbei verkörpert Tim ebenfalls kleinere Rollen, wie die eines belgischen Journalisten bei TV Moulinsart, oder eines UNO-Inspektors.
- Schulze und Schultze spielen besonders bei der Suche nach Massenvernichtungswaffen im Irak eine bedeutende Rolle. Als Inspektoren der Vereinten Nationen treiben sie ihre Suche so weit, dass sie sogar Krabbendosen untersuchen. Zur Illustration dieser Szene wurde eine Seite aus Die Krabbe mit den goldenen Scheren benutzt.
- Kapitän Haddock spielt, im Gegensatz zu den klassischen Tim-und-Struppi-Comics, nur eine untergeordnete Rolle und tritt einerseits als Beobachter der UNO und andererseits in seiner Originalrolle auf.
- Professor Bienlein verkörpert einerseits die Rolle des Fremdenführers im Kernkraftwerk und andererseits ebenfalls seine Originalrolle.

## Handlung
Der Beginn der Handlung spielt 1991 in Bagdad. Tim, der sich zu diesem Zeitpunkt im Gefängnis befindet, erklärt dem Leser, er sei ein irakischer Aufständischer, der sich gegen Saddam Husseins repressives Regime widersetzt hätte und dabei festgenommen wurde. Am nächsten Morgen soll Tim erschossen werden, doch wird er in letzter Sekunde durch die Nachricht gerettet, Hussein sei soeben von den Vereinigten Staaten gestürzt worden. Tim erfährt jedoch nur wenige Sekunden später, dass es sich hierbei um eine falsche Information handele, und die US-Amerikaner es in Wirklichkeit auf das Erdöl in Kuwait abgesehen hätten, sodass Tim schlussendlich doch zum Tode verurteilt wird.
Nach diesem Ereignis folgt ein Zeitsprung ins Jahr 2002 nach Washington. Tim, dem hier die Rolle des Beraters des US-amerikanischen Präsidenten George Bush zugeteilt wurde, empfängt R.W. Chicklet, ein Angestellter beim Ölunternehmen Esso. Aufgrund des hohen Erdölvorkommens im Irak, das nur unzureichend genutzt wird, wünscht Chicklet, Zugang zu den Ölreserven zu haben. Dies sei allerdings nur im Fall eines Regierungssturzes im Irak möglich. Trotz seiner Argumente schafft Chicklet es nicht, Tim von seinem Vorhaben zu überzeugen.
Wenige Tage später versucht Chicklet sein Glück beim US-amerikanischen Präsidenten. Nachdem er Bush auf die Weigerung von UNO-Inspektoren und den daraus resultierenden Verdacht eines möglichen Bestandes von Massenvernichtungswaffen im Irak aufmerksam gemacht hat, willigt Bush schließlich in Chicklets Plan ein. Der Plan wird jedoch eine Woche später von der Neuigkeit durchkreuzt, dass der Irak sich inzwischen mit der Rückkehr der UNO-Inspektoren einverstanden erkläre. Um weiterhin einen „Vorwand“ für eine politische Intervention im Irak zu haben, gibt Bush der Presse daraufhin den Auftrag, zu berichten, dass es sich bei der Reaktion des Irak nur um ein taktisches Spiel handele und der terroristischen Diktatur Saddam Husseins ein Ende gesetzt werden müsse.
Während in den USA in der „Propagandaabteilung“ beratschlagt wird, inwiefern sich ein Angriff auf den Irak möglichst legitim darstellen lassen könnte, reist Tim als belgischer Journalist für TV Moulinsart nach Irak. In einem anschließenden Gespräch mit Bin Laden stellt sich heraus, dass Bush von Zusammenhängen zwischen Hussein und Bin Laden berichtet habe, um den US-amerikanischen Eingriff im Irak zu rechtfertigen.
Bei einem Besuch im Irak werden die UNO-Inspektoren, dargestellt von Tim und Kapitän Haddock, zunächst durch eine vermeintliche Fabrik für Ziegenkäse geführt, bei der es sich in Wirklichkeit jedoch um ein Kernkraftwerk handelt. Anschließend machen die Inspektoren Schulze und Schultze sich zusammen mit Tim auf die Suche nach Massenvernichtungswaffen. Da sie jedoch keine finden, bleibt die Frage nach der Rechtfertigung eines Angriffs weiterhin offen. Die UNO rät zu einer friedlichen Abrüstung, die Powell zugunsten eines noch einfacheren Angriffs der USA auf den Irak nutzen möchte.
Nachdem die irakische Regierung am 28. Februar 2003 die Zerstörung ihrer Flugkörper akzeptiert hat, stellt Bush dem Irak bis zum 17. März ein Ultimatum zur völligen Abrüstung, dem andernfalls ein Militäreinsatz der Amerikaner droht. Tim, der diese Nachricht in der Zeitung liest und einen bevorstehenden Krieg befürchtet, entscheidet spontan, als menschlicher Schutzschild nach Bagdad zu reisen, um das Schlimmste zu verhindern. Kapitän Haddock und Professor Bienlein beschließen nach dem Beginn des Krieges, Tim zu unterstützen. Bei einem Rundgang durch die Wüste wird Tim jedoch entführt und Bin Laden vorgestellt. Als Tim ihm erzählt, dass er Franzose sei, wird er, aufgrund der kritischen Position der Franzosen gegenüber dem US-amerikanischen Militäreinsatz, freundlich aufgenommen und anschließend wieder befreit.
Unterdessen sind Kapitän Haddock und Professor Bienlein im Irak angekommen. Während Haddock anfangs von der Gastfreundlichkeit der Iraker schwärmt, zeigt Professor Bienlein sich von Beginn an skeptisch. Auch Haddock bemerkt im Nachhinein, dass es in erster Linie nicht darum geht, die Zivilbevölkerung zu beschützen, sondern darum, die irakische Armee vor den amerikanischen Übergriffen zu bewahren. Als Tim wiederauftaucht, beschließen die drei, sich der Manipulation zu entziehen und wieder nach Hause zu reisen.
Nach dem Sieg der Amerikaner und dem Sturz von Husseins Diktatur hat Tim gemischte Gefühle: Einerseits ist die Freude über die Befreiung groß, andererseits gibt es auf ziviler Ebene große Verluste und die politische Zukunft des Irak steht ebenfalls noch in den Sternen. In einem Albtraum wird Tim jedoch die Gründung einer „islamistischen Republik“ vorausgesagt.

## Rezeption
Die Parodie führte zu einem schnellen Erfolg und zahlreichen Berichten in der Presse. Besonderes Aufsehen erregte das Werk jedoch, als die unerlaubte Übernahme von Panels aus vorherigen Tim-und-Struppi-Comics zu einem Konflikt mit den Rechtsinhabern führte. Youssoufs Webseiten wurden daraufhin gesperrt, auch der Autor selbst verschwand aus der Öffentlichkeit. Zu Beginn war ebenfalls fraglich, wie lange der Comic im Internet abrufbar sein würde, da die Fondation Hergé, die aus Nahestehenden des verstorbenen Comiczeichners besteht, auf denjenigen reagieren wollte, der die Zeichnungen unerlaubt aus dem Kontext gerissen hat.

« On peut se moquer d’un auteur et le faire en souriant. Dans ce cas-ci, le problème est différent : il ne s’agit plus d’une parodie, mais de contrefaçon. On parle de parodie lorsque quelqu’un se sert de certains éléments d’une oeuvre, mais on ne peut pas reprendre systématiquement l’oeuvre intégrale d’un auteur en ne changeant que les textes. »

Neben den Plagiatsvorwürfen hat der Inhalt ebenfalls für viel Gesprächsstoff gesorgt. Didier Pasamonik, Generaldirektor bei L’AGENCE BD, bezeichnete die Parodie als „ein alterglobalistisches Propagandainstrument“, das sich mit dem Thema und der Qualität der Reproduktion befasse. Die Parodie würde hauptsächlich die negativen Aspekte der Globalisierung und des Kapitalismus anprangern, was zu einer starken Deformation der klassischen Tim-und-Struppi-Comics führe. Dem Autor wurde ebenfalls vorgeworfen, Tim als französischen Staatsbürger zu präsentieren, da dies nicht der Realität entspreche.